# Гинкаку-дзи
Гинкаку-дзи (яп. 銀閣寺 Серебряный павильон) — буддийский храм в Киото, Япония, названный «Серебряным павильоном». Официальное название храма — Дзисё-дзи (яп. 慈照寺). Построен в 1483 году сёгуном Асикагой Ёсимасой под впечатлением Золотого павильона Кинкаку-дзи, который построил его дед Асикага Ёсимицу. Сегодня Гинкаку-дзи входит в состав храмового комплекса Сёкоку-дзи.
Основной постройкой является храм богини Каннон. Как раз этот храм и называется собственно Серебряным павильоном. Предполагалось покрыть его весь серебром, но по причине бедствий войны Онин строительство в 1467 году было приостановлено, и серебром павильон покрыт не был.
Серебряный павильон первоначально предназначался для отдыха сёгуна. После ужасов и разрухи войны в 1485 году Ёсимаса решил стать буддийским монахом школы дзэн, и после его смерти вилла стала храмом, переименованным в Дзисё-дзи.
Серебряный павильон — это единственное строение, оставшееся от храмового комплекса того времени. Знаменит также японский сад вокруг павильона.

## История
Гинкаку-дзи возник на базе резиденции Асикаги Ёсимасы, восьмого сёгуна сёгуната Муромати. Её строительство началось в 1465 году на месте бывшего монастыря Дзёдо-дзи (яп. 浄土寺, じょうどじ, «монастырь Чистой земли») секты Тэндай, в горном районе Хигасияма на востоке от средневекового Киото. В 1485 году, после завершения строительства Главного дворца резиденции (яп. 常御所, つねのごしょ цунэ-но-госё), сёгун переселился в него из столицы. В связи с этим весь комплекс новостроек получил название дворец Хигасияма — «Дворец восточных гор» (яп. 東山殿, ひがしやまどの хигасияма-доно).
В 1490 году Ёсимаса умер и, по его завещанию дворец превратили в дзэнский монастырь. Основателем обители стал Мусо Сосэки, ученый-монах дзэнской секты Риндзай. Монастырь назвали Дзисё-дзи в память о покойном сёгуне, который получил посмертное монашеское имя Дзисё — «Милосердное сияние». В бытность десятого сёгуна Асикаги Ёситанэ, его младший брат Корэаки стал настоятелем Гинкаку-дзи. После него эту должность занимали выходцы из высших слоев киотской аристократии.
В конце XV века монастырь насчитывал более десятка зданий, среди которых самым красивым считалась двухъярусная башня — Зал богини Каннон (яп. 観音殿, かんのんでん каннон-дэн). Она имела два шатровые крыши, верхнюю из которых венчал медный шпиль с изображением китайского феникса. Первый этаж башни назывался Залом пустого сердца (яп. 心空殿, しんくうでん синку-дэн). Он был построен наподобие обычного самурайского дома той эпохи. Второй этаж имел название Павильон милосердия (яп. 潮音閣, ちょうおんかく тёон-каку, Дословно: «Павильон звуков прибоя») и напоминал буддистский храм. В нём размещался алтарь со статуей бодхисаттвы Каннон. Начиная с XVII века башню стали называть Гинкаку — «Серебряный павильон», а монастырь — Гинкаку-дзи, по аналогии с «Золотым павильоном» монастыря Кинкаку-дзи.
Происхождение названия «Серебряный павильон» доподлинно не известно. В XVIII веке появились оригинальные городские легенды, которые пытались объяснить его. Популярная легенда утверждала, что сёгун-основатель Асикага Ёсимаса хотел покрыть здание серебром, как у «Золотого павильона» (покрыт золотом), построенного его дедом Асикагой Ёсимицу. Однако из-за недостатка финансов серебра не хватило, поэтому «Серебряный павильон» остался серебряным лишь на бумаге. Выдвигались также предположения, что здание было серебряным, но во времена междоусобиц серебро украли.
По состоянию на начало XXI века на территории монастыря сохранилась лишь часть аутентичных сооружений. Кроме «Серебряного павильона» в их число входят Восточный храм (яп. 東求堂, とうぐどう тогу-до), Главный храм (яп. 本堂, ほんどう хон-до) и Беседка радостной чистоты (яп. 弄清亭, ろうせいてい росэй-тэй). Восточный храм — это бывшая кумирня сёгуна Ёсимасы, в которой почитался образ будды Амида. В восточном крыле этого храма находится сёгунская комната (яп. 同仁斎, どうじんさい додзинсай), построенная в раннем кабинетном стиле. Она считается одной из старейших в Японии комнат, предназначенных для проведения чайной церемонии. Серебряный павильон и Восточный храм занесены в список Национальных сокровищ Японии.
Между храмом и Серебряным павильоном пролегает песчаный сад. Он был создан в XVI веке художником Соами по образцу сада в монастыре Сайхо-дзи. Сад олицетворяет маленький мир, в котором каждый объект имеет своё название. Так, рядом с Зеркальным прудом (яп. 錦鏡池, きんきょういけ кинкё-икэ) размещено Море серебряного песка (яп. 銀沙灘, ぎんしゃだん гинся-дан) — небольшой песчаный участок, стилизованный под море с волнами. Возле него находится ещё одна песчаная композиция — Лунная горка (яп. 向月台, こうげつだい когэцу-дай). Все камни, кустики и мостики также имеют собственные имена. Сад считается уникальным образцом песчаного садового искусства XVI века и имеет статус ценной культурной достопримечательности Японии.